# Wirtschaftskrise im Libanon seit 2019
Die Wirtschaftskrise im Libanon ist eine Finanzkrise, die sich aus einer anhaltend geringen Wirtschaftskraft des Staates im Jahr 2019 entwickelte. Die im Jahr 2020 einsetzende COVID-19-Pandemie hat die Auswirkungen jener Krise weiter verschärft.

## Verlauf
Das libanesische Pfund (LBP) war seit 1997 mit einem festen Wechselkurs von 1507,5 LBP pro US-Dollar an eben jenen Dollar gebunden. Im August 2019 begann  der Kurs vom offiziellen Wechselkurs abzuweichen. Im Herbst 2019 erreichte der Schwarzmarktwechselkurs 1600 LBP pro USD. Dieser Devisen-Mangel führte auch dazu, dass 785 libanesische Restaurants und Cafés zwischen September 2019 und Februar 2020 geschlossen wurden und 25.000 Mitarbeiter ihren Arbeitsplatz verloren.
Der Rückgang des Wechselkurses verursachte Proteste im Libanon, die letztendlich zum Rücktritt des Premierministers Saad Hariri und seines Kabinetts führten.
Der neu gewählte Premierminister Hassan Diab erklärte bei Amtsantritt im Dezember 2019, dass er zu einem Schuldnerverzug der geliehenen Eurobonds optiere und er Restrukturierungen im Wirtschaftssektor anstrebe, da die Finanzkrise des Landes die Devisenreserven im Libanon verringert habe. Aufgrund des Mangels an Fremdwährungen sei die libanesische Regierung gezwungen, die Bedienung der fälligen Eurobondverbindlichkeiten am 9. März 2020 wegen des Bedarfs an jenen Reserven, die eigentlich für die Rückzahlung gedacht waren, auszusetzen. Dieser Schuldnerverzug wurde der Erste in der Geschichte des Landes.
Der wissenschaftliche Leiter der libanesischen Bank Audi gab an, dass libanesische Banken im Januar 2020 insgesamt über 12,7 Milliarden US-Dollar verfügten, aber 30 Milliarden US-Dollar Schulden in Form von Eurobonds hätten. Die libanesische Zentralbank hielte 5,7 Milliarden und der Rest sei im Besitz ausländischer Gläubiger. Die Staatsschuldenquote stieg im Frühjahr 2020 auf 170 %. Die Zuflüsse von Fremdwährungen verlangsamten sich und das Pfund des Libanon verlor im Vergleich zum Dollar und anderen Währungen an Wert. Die Geschäftsbanken des Landes legten den Abhebungen und Überweisungen von Dollar strenge Beschränkungen auf, um die Reserven aufrechtzuerhalten. Aufgrund dessen wurde die Staatsverschuldung des Libanon als Junk Bond bewertet.
Bis Anfang April 2020 stieg der Wechselkurs auf 3000 LBP pro USD. Im selben Monat stieg er auf 4500 an. Der Kurs auf dem Schwarzmarkt stieg aufgrund der Abwertung des libanesischen Pfunds und wegen der Engpässe von Devisen im Libanon ebenfalls weiter an. Insgesamt stiegen die Konsumgüterpreise von Oktober 2019 bis April 2020 um 58 %. Der Preis für das arabische Bohnengericht Ful stieg im März 2020 gegenüber dem Vorjahr um 55 %. Zucker verzeichnete einen Preisanstieg von 67 %, während Weizen, Tee, Reis und Zigaretten im gleichen Zeitraum um fast 50 % stiegen. Diese Wirtschaftskrise ließ das Bruttoinlandsprodukt des Libanon von etwa 55 Milliarden US-Dollar im Vorjahr auf rund 44 Milliarden US-Dollar im März 2020 fallen. Zudem zwang die gleichzeitig einsetzende COVID-19-Pandemie im Libanon weitere Unternehmen in die Insolvenz.
Durch die Zahlungsunfähigkeit gelang es dem libanesischen Staat im Jahr 2020 nicht, ausreichend Treibstoffe zu importieren, sodass die Stromversorgung im Land nicht durchgängig aufrechterhalten werden konnte.
Mit der Explosionskatastrophe im Hafen von Beirut im August 2020 verzeichnete der Libanon neben über hundert Toten, tausenden Verletzten und hunderttausenden Wohnungslosen laut Schätzungen einen Sachschaden in Milliardenhöhe. Mindestens drei Krankenhäuser, das Kraftwerk und ein Getreidespeicher der Hauptstadt wurden schwer beschädigt oder ganz zerstört. Einer der wichtigsten Umschlagplätze des Libanon, der Handelshafen der Hauptstadt, war infolge der Explosion für eine Woche nicht betriebsfähig.
Im Oktober 2021 brach das gesamte Stromnetz im Libanon zusammen. Dies wiederholte sich nach einem Angriff auf eine Verteilerstation im Januar 2022. Laut der Weltbank ist das Bruttoinlandsprodukt des Libanon innerhalb von zwei Jahren um fast 60 Prozent geschrumpft. Die Wirtschaftskrise im Libanon ist damit eine der schwersten Wirtschaftskatastrophen überhaupt (seit der Wirtschaftskrise von 1857).
Im Jahr 2023 litt der Großteil der Bevölkerung aufgrund der Wirtschaftskrise an Hunger.
Im August 2024 stellte der staatliche Energieversorger Électricité du Liban „aufgrund der völligen Erschöpfung der Ölreserven“ sein letztes in Betrieb befindliches Kraftwerk aus, was zu einem vollständigen Ausfall der staatlichen Stromversorgung im gesamten Land führte.